# Hans von Storch

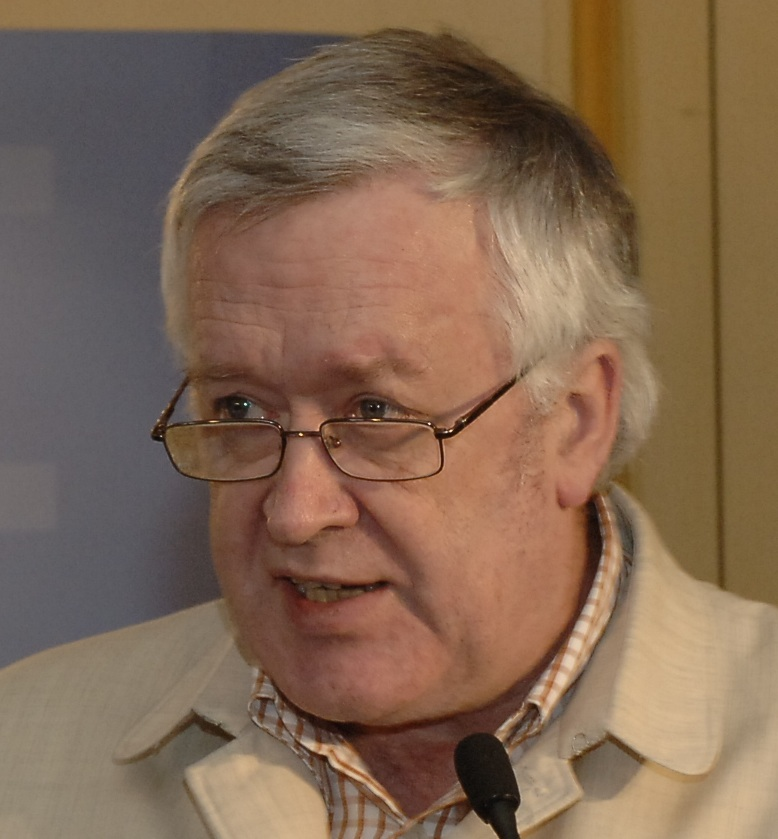
Hans von Storch på Klimatkonferensen i Madrid 2008

Hans von Storch, född 13 augusti 1949 i Wyk auf Föhr i Västtyskland, är en tysk klimatolog, meteorolog och klimatskeptiker, professor vid universitetet i Hamburg.
Hans von Storch har engagerat sig i debatten kring global uppvärmning med kritiska synpunkter på Realclimate och de slutsater som FN-organet IPCC har publicerat i ett antal rapporter, och han anser att ordföranden i FN:s klimatpanel, Rajendra Pachauri, reagerat långsamt och arrogant på den senaste tidens avslöjanden om felaktigheter i IPCC:s rapport från 2007.
| ”                                                                                 | Ordföranden i FN:s klimatpanel Rajendra Pachauri har blivit en belastning, Han skadar IPCC:s förtroende och därför måste han avgå. | „ |
| – Hans von Storch, 2010-02-10, Sveriges radio: P1-morgon - Kritik mot klimatpanel | |   |

Storch är rådgivare för tidskrifterna Journal of Climate och Annals of Geophysics.
I september 2006 deltog Hans von Storch' som föredragare på Kungliga Tekniska högskolans klimatsymposium där 120 forskare från 11 länder deltog. De deltagande forskarna, inklusive Storch, undertecknade ett forskarkonsensus, som bland annat slog fast att de ansåg att ingen global uppvärmning har uppmätts sedan 1998, och att det skulle saknas vetenskapliga bevis för att människan påverkat klimatet globalt.
I februari 2008 deltog Storch i den av Europeiska folkpartiet anordnade klimatkonferensen i Madrid. I januari 2011 blev Storch kallad "Klimat-Realist" i tidskriften Focus.